# Tom Turpin

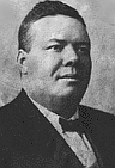
Tom Turpin.

Thomas Million Turpin (Savannah, 18 giugno 1871 – 13 agosto 1922) è stato un compositore e musicista statunitense di origini afroamericane di musica ragtime.

## Biografia
Nacque a Savannah, in Georgia, da John L. Turpin e Lulu Waters Turpin. Poco più che ventenne aprì un saloon a St. Louis, nel Missouri, che divenne un luogo d'incontro per i pianisti locali dove cominciarono a sentirsi le armonie e i ritmi di quello che sarebbe diventato il ragtime. Nel 1897 Tom Turpin pubblicò Harlem Rag, che è storicamente la prima composizione musicale che porta nel titolo la parola Rag(time) insieme a The Mississippi Rag di William Krell, anch'essa del 1897.
Oltre al lavoro nel saloon e all'attività di compositore, Turpin gestiva col fratello Charles un teatro, case da gioco, bordelli e sale da ballo.
La sua influenza sulla musica locale gli fece guadagnare il soprannome di "Padre del ragtime di S.Louis".
Tom Turpin e suo fratello Charlie, membri rispettabili della comunità di St.Louis, sono considerati due figure musicali preminenti del distretto, ma non esiste una documentazione esaustiva al riguardo. Pare fossero coinvolti in molti affari e speculazioni legali, compreso un cospicuo e redditizio management teatrale per la gente di colore e –naturalmente- non v'è alcuna traccia negli articoli del tempo che li accusi di eventuali illeciti. Inoltre il locale dei Turpins, Rosebud Café, era ubicato nel centro del noto distretto a luci rosse della Chestnut Valley, anche per questo si presumeva che i fratelli svolgessero attività poco pulite.

## Alcune composizioni
- Harlem Rag (considerato con Mississippi Rag di William Krell il primo ragtime pubblicato)
- Bowery Buck
- Ragtime Nightmare
- St.Louis Rag (uno dei suoi rag più conosciuti)
- The Buffalo Rag